# غريراء
الغَرَّاءُ أو الغُرَيْرَاءُ أو اليَنْبُزُ أو البِسْنَاجُ أو البِسْتِنَاجُ أو السِّيْسَارون (باللاتينية: Pastinaca) هو جنس نباتي من الفصيلة الخيمية.

## الأنواع
من أنواعه:
- الجزر الأبيض (الاسم العلمي: Pastinaca sativa)